# Vénérand
Vénérand är en kommun i departementet Charente-Maritime i regionen Nouvelle-Aquitaine i västra Frankrike. Kommunen ligger  i kantonen Saintes-Nord som ligger i arrondissementet Saintes. År 2022 hade Vénérand 771 invånare.

## Befolkningsutveckling
Antalet invånare i kommunen Vénérand
Referens:INSEE